# NGC 6987
NGC 6987 ist eine elliptische Galaxie vom Hubble-Typ E1 im Sternbild Indianer am Südsternhimmel. Sie ist schätzungsweise 233 Millionen Lichtjahre von der Milchstraße entfernt und hat einen Durchmesser von etwa 95.000 Lichtjahren. Mit weiteren zwölf Galaxien gilt sie als Mitglied der NGC 7038-Gruppe (LGG 441).
Das Objekt wurde am 30. September 1834 von John Herschel entdeckt.